# 中港慈裕宮
24°40′57″N 120°51′49″E / 24.682545°N 120.863673°E
中港慈裕宮，是位於臺灣苗栗縣竹南鎮中美里的媽祖廟，其廟身列為苗栗縣定古蹟、匾額與石碑列為苗栗縣古物，端午節在中港溪出海口的祭祀列為苗栗縣無形資產。

## 歷史沿革

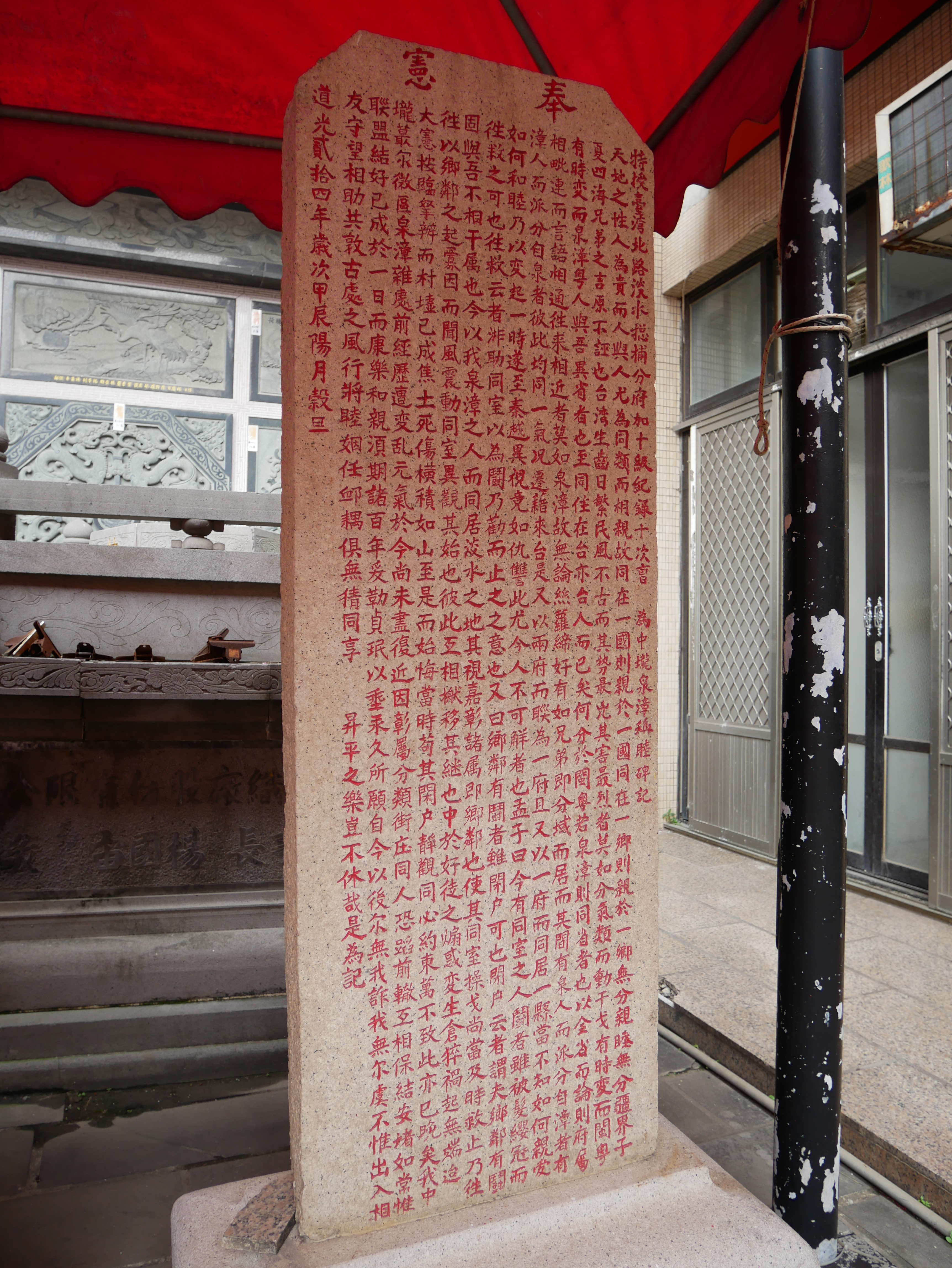
〈勸中壠泉漳和睦碑〉

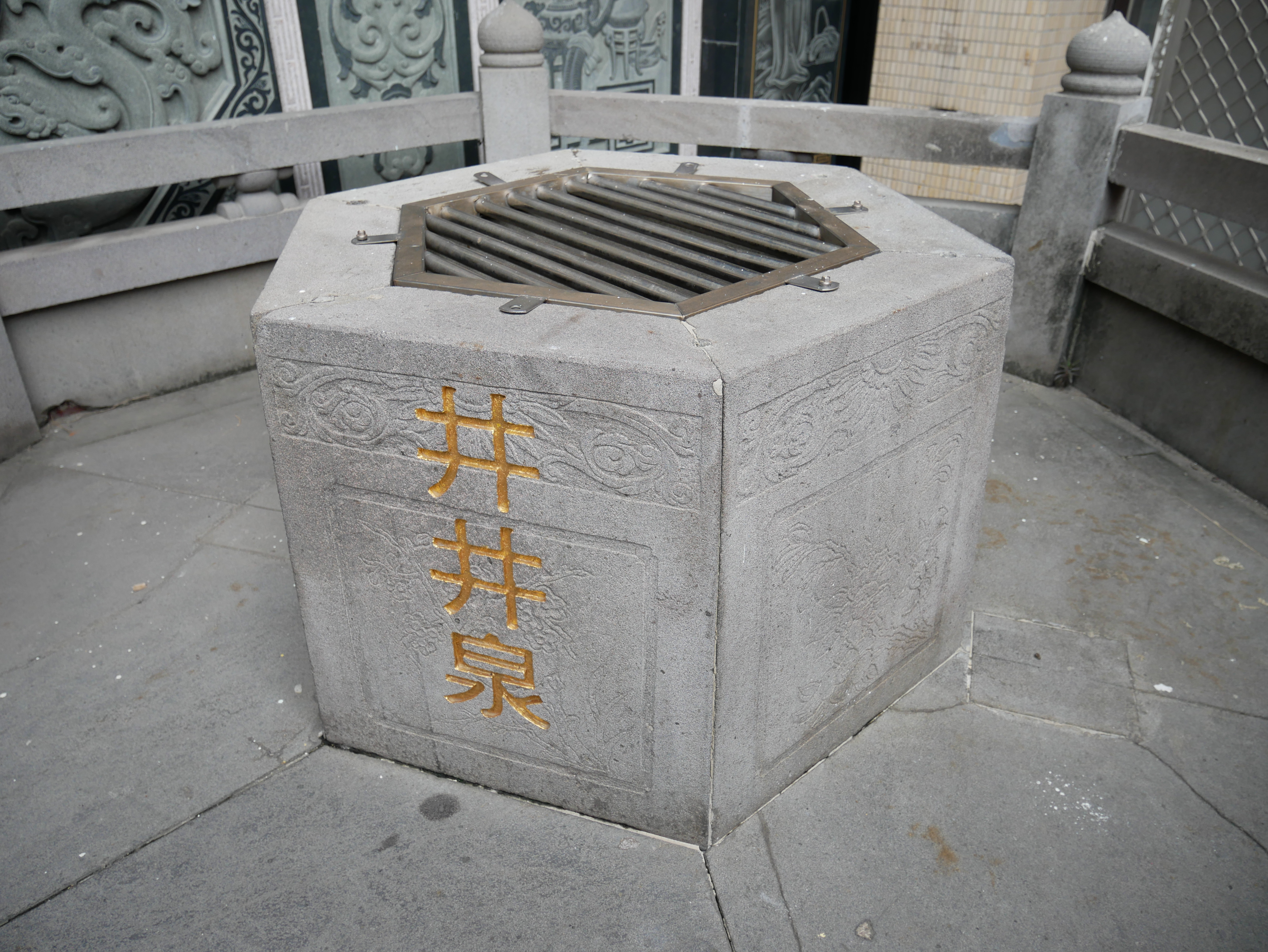
井井泉

### 早期建築
中港慈裕宮所在的中港地區開發甚早，人口聚集。該廟是閩南漳州府人在鹽館前草建，原為閩粵移民所共祀，後再修建成土壁瓦頂宮殿型廟宇。
乾隆四十八年（1783年），地方人鑑於廟太小，提議遷建於南門口。該地地勢低窪，飽受淹水之苦。竹南最早的文物就是該年信徒敬獻的青斗石獅，為漳州府龍溪縣王靜觀所贈。乾隆五十三年（1788年），官府在此立禁止差役擾民的碑，稱為「嚴禁差役藉端擾累碑」，為最早出現「竹南」地名的歷史文物記載。
嘉慶年間整修，廟方保有嘉慶丙子年（1816年）檀香木香爐。道光六年（1826年）五月初九，南庄總土目樟加禮的女婿黃祈英邀原住民加入粵籍陣營，攻打在中港的閩南人，造成閩南裔在射流溝大量溺死。此廟毀於該年，後於道光十八年（1838年）在番社邊重建。道光二十四年（1844年），泉漳械鬥後，官府在此名為「勸中壠泉漳和睦碑」的碑。咸豐初年，為避免閩粵衝突，粵人另外建立合港田寮永貞宮以祀媽祖。
1882年光緒帝贈「與天同功」匾、光緒十二年（1886年）劉紹基獻「德配在天」匾。1918年擴大重建時，找來兩派師傅對場作，連石柱上的對聯字體、花邊都不同。皇民化運動時，神像一度被送往獅頭山集中保管。1970年再度修建。今址為竹南鎮中美里1鄰民生路7號。

### 文資保護

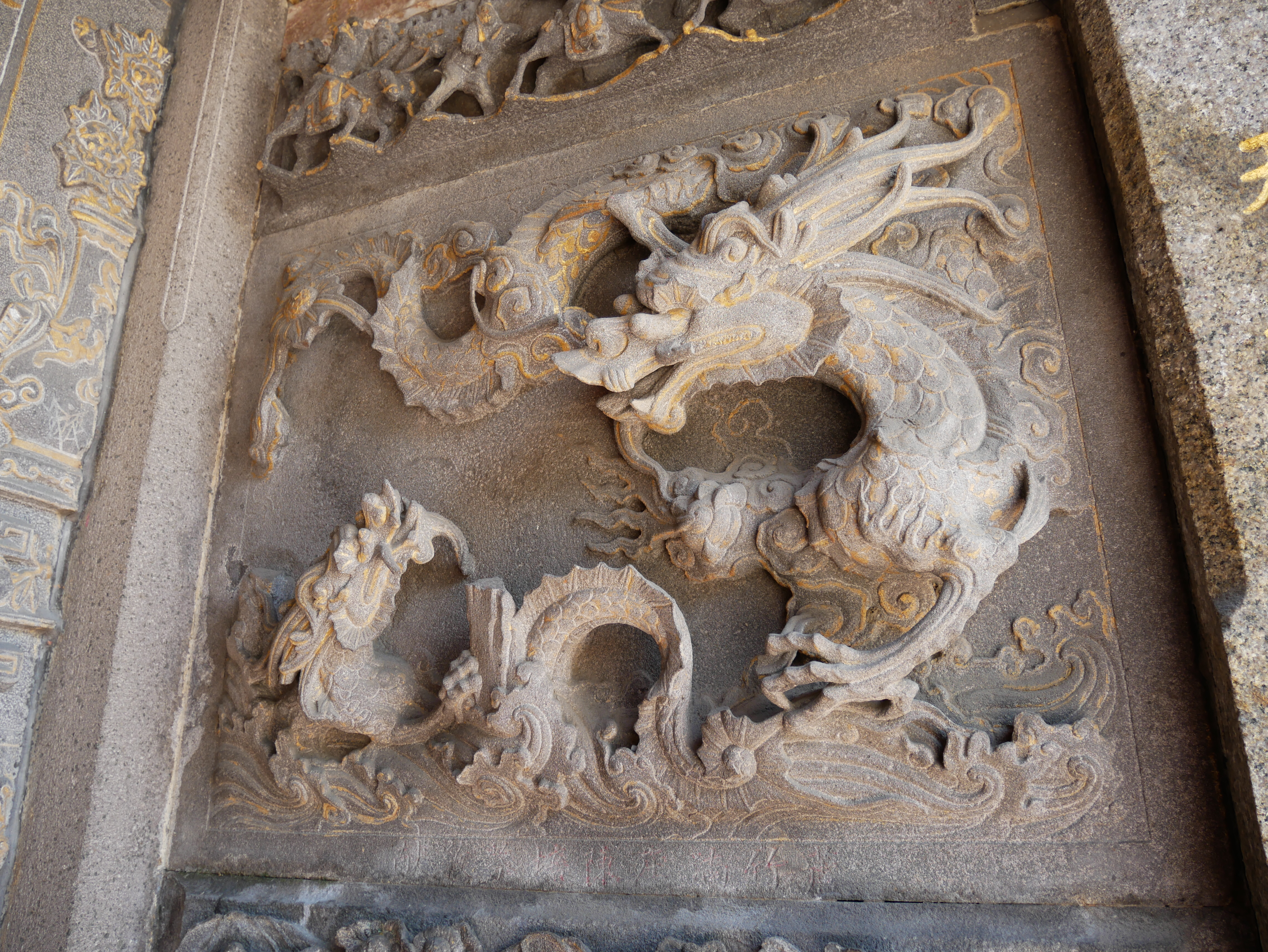
三川殿龍邊對看堵石雕

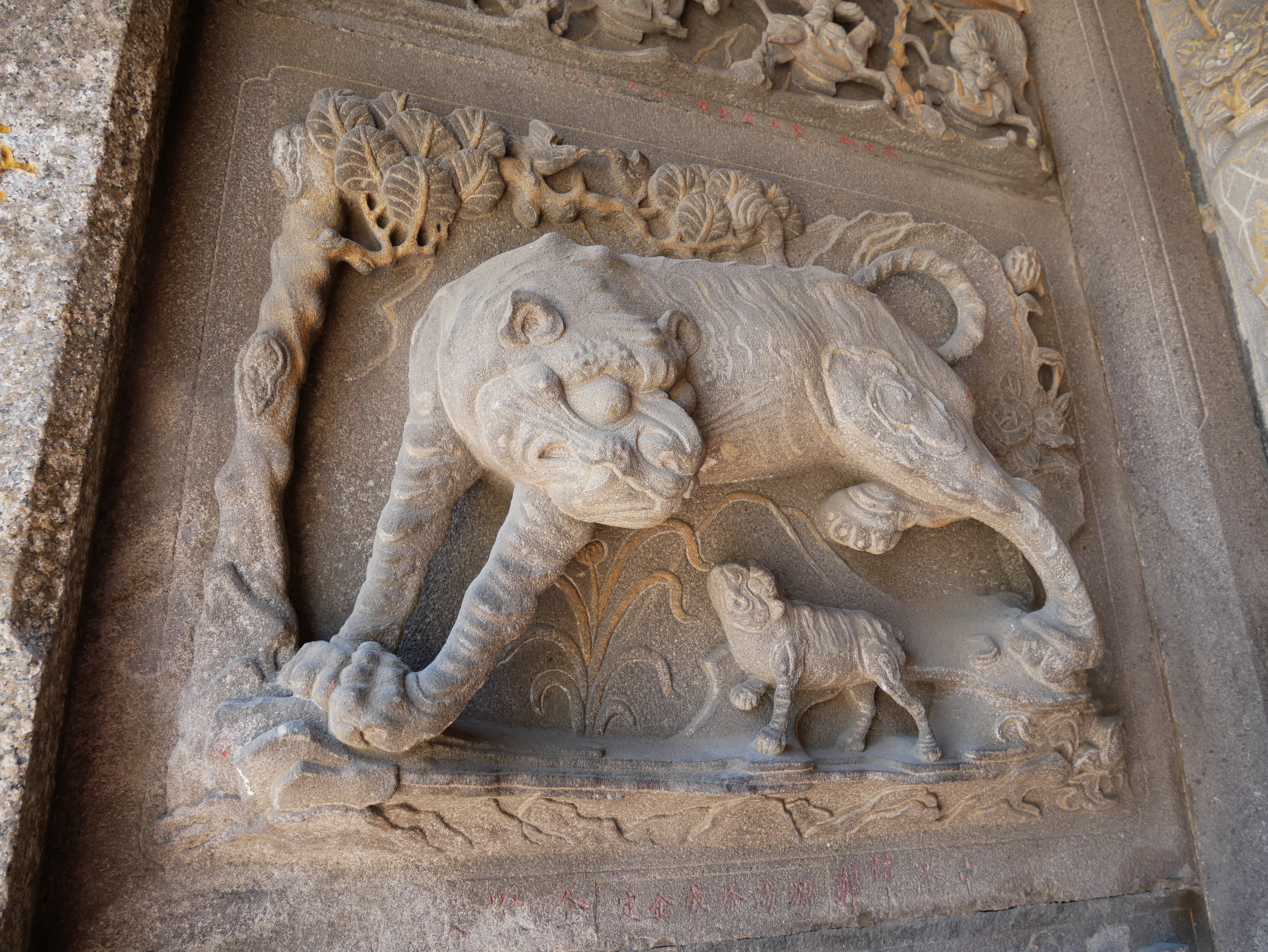
三川殿虎邊對看堵石雕

1976年，台灣省政府倡導復興中華文化，撥款修繕此廟稱作「井井泉」的古井，並立碑紀念。
1997年5月，內政部核定辦理修護廟身建築，請楊仁江教授設計監造。1999年12月14日，苗栗縣政府民政局邀請設計、監造、施工單位和管理委員會代表召開古蹟修護說明會。2000年1月5日動土修復，修復師是澎湖人葉銀河與其徒弟們。修復以恢復古蹟原貌的原則，因此包括廟前的千里眼、順風耳大塑像及牌樓配合拆除，竹南出身的商人林芥所贈的母與子漢白玉雕像則遷往運動公園。
2014年，苗栗縣國際文化觀光局首度展開縣內古物普查，此廟主動提報嚴禁差役藉端擾碑、勸中壠泉漳和睦碑及「允王惟后」、「護國庇民」、「與天同功」三塊匾額、木質香爐。其中，勸中壠泉漳和睦碑，在學者專家進行調查研究後，認為應是1976年重刻，並非道光年間文物，遂2017年底進行審議大會時，取消這件古物的登錄身分，創下縣內首例。
2018年11月此廟曾發生火災，所幸迅速撲滅未波及建築，廟方因此於2019年全面更新電線管路。基於安全或環保因素，亦曾有人提議縮減甚至停用蠟燭、燒香、金紙等，最後經管委會討論決議維持原狀不縮減，以加強消防設備、巡檢、演練等方式預防災害。

## 祭祀活動

### 聯合遶境
早年會與竹南后厝龍鳳宮邀地方各宮廟神明一同出巡竹南、頭份、造橋、後龍、及香山等地部份區域五十三庄。

### 祭江洗港
居民相信源於南鄉的中港溪，沿線的水靈孤魂會順水而下，因而中港慈裕宮都要於端午時間在出海口的五福大橋旁超渡中港溪、射流溝的孤魂。
1943年2月19日，中港溪塭仔頭對面漂來一隻大鯨魚，民眾搶搭渡船爭睹鯨魚，但一艘船沈沒造成卅二人溺斃。傳說當時塭內德勝宮朱李池三王爺降駕警告塭內、海口居民，遂這些人未搭上舢舨倖免於難。同年底，一艘日本軍船在中港溪口附近海域遭美軍擊沉，船上日本兵全部陣亡，此後傳出中港溪出海口一帶在夜晚會聽到日本兵操練的口令、涉水聲。
有的漁民視沈船冤魂為守護神，出海捕魚行經這些沈船區，有的漁民會祈求這些水靈保庇，據說如此漁獲量較豐。有居民認為中港溪出海口堪稱好兄弟大本營，祭品不豐將惹災禍，如1998年中華航空676號班機空難，港墘里長林錫興罹難，即有人認為是該年祭品不夠所致，頗多聯想，一名鎮民代表即在代表會中質詢，要求鎮公所注意此點，於是原先只有一輛的米車，次年增加至三輛。
每年農曆五月初一，廟方會請稱為「三媽」的媽祖神像鑾降旨出平安符令。管理委員會總幹事陳松生指出，三尊媽祖神像各司其職，大媽「定殿」、二媽「出征」、三媽「做醫生」。當日端午節上午，先在出巡路徑每隔七十二步便張貼一張符令，重要橋頭和路口也需張貼，由於出巡路線全程長達數公里，求出的符令多達五百張以上。 下午一點開始舉行祭江和洗港儀式，來自各地寺廟供奉的主神，在鑼鼓隊和獅陣等鞭炮護送下，會乘著大轎或四輦來到慈裕宮前廣場集合，然後繞行竹南后厝龍鳳宮、小橋公、西門橋、海口尾橋、射流溝、竹南永蓮寺、水門橋和大眾廟等，每隔一段就往溪中、溝圳等灑下金紙，在每個路口和橋樑處舉行驅逐邪魔的儀式。
下午四點左右，遶境神轎經大眾廟後，抵達中港溪出海口。五點左右慈裕宮的媽祖神像也抵達。據熟悉輦轎的人士表示，扛轎人通常都必須更換，以免因心肺負荷不了過度的衝刺跑。媽祖被安奉在祭壇後就進行洗港儀式，由慈裕宮管理委員會常務委員等四人主祭，面向西方拈香跪拜，主祭者禱念事先準備好的祭江洗港疏文，此時，也有其他神轎前往主祭處膜拜。最後，有三座神轎自神轎聚集處衝出，往西方的河海交會地奔跑，由於下午五點時是退潮時刻，衝出的神轎可達兩三百公尺遠，但因汙泥鬆軟，走動困難，廟方遂不建議外地民眾跟隨，以免陷入泥沙。一組乩童會在汙泥沙灘上獻小米包、灑符水及金紙，另一組乩童舉出令旗朝西方作儀式，一旁則有其他人灑白米，第三組乩童則在水中祭拜尋找不潔物，以作法逐走。完成儀式後，三座神轎再回到媽祖神轎前覆命。其餘數十座神轎則在原地繞著堆積如山的金銀紙反覆抖動，最後經乩童請示下返駕，完成整個祭江洗港儀式。
2009年2月24日，苗栗縣政府將此洗港儀式登錄為苗栗縣民俗類文化資產。

### 中元普渡
中港地區過去因金銀紙產業發達，曾繁榮一時。早年中元普渡時，大部份金銀紙店家為供應民眾所需，無暇顧及自家的普渡儀式，因此常延到三天後的農曆七月十八日才辦普渡，久之竟成該地獨特傳統。民眾在擺設普渡供桌時，都會將各類葷素供品精心設計，擺置成奇巧的造型或主題，名為「撿桌」，並相互較勁比拚，有些大戶人家甚至還會擺出五、六張供桌以顯聲勢。中港里社區發展協會，曾在慈裕宮前廣場會舉行撿桌比賽。

## 外部連結
- 中港慈裕宮——文化部文化資產局 （页面存档备份，存于）